# Exit out of Dreamland
Exit out of Dreamland is het debuutalbum van Barefoot and the Shoes, op 17 mei 2011 uitgegeven op het platenlabel SonicAngel.

## Geschiedenis
De muziek werd opgenomen in het huis van de broers Barefoot Lynnfield en Sander Cliquet, die samen met de drummer Dirk Vandenbulcke ook de productie voor hun rekening namen. Het liedje "The Ballad of Lady If" werd in april 2011 als single uitgebracht. In september werd een tweede single uitgebracht, getiteld "If I'm Getting Old". Hiervoor werd een videoclip gemaakt die geregisseerd werd door fotograaf Piet Goethals.

## Tracklist
1. "Copycat" - 4:24
2. "The Ballad of Lady If" - 3:45
3. "Cloud over the Land" - 4:31
4. "Prospèr" - 5:23
5. "Be Your Fate" - 7:19
6. "Ronny" - 2:53
7. "No Time to Waste" - 4:54
8. "Some Positivibility" - 3:04
9. "An Old Man Turns His Head" - 13:46
10. "If I'm Getting Old" - 8:27

## Medewerkers

### Musici
- Barefoot Lynnfield - zang, akoestische gitaar, percussie
- Sander Cliquet - sologitaar, achtergrondzang, mandoline, basgitaar, toetsen: synthesizer, orgel, Rhodes-piano
- Dirk Vandenbulcke - drums
- Cyrille Obermüller - contrabas
- Steven de Bruyn - bluesharp op "No Time to Waste"
- Kloot Per W - achtergrondzang op "Prospèr"
- Sam D'hondt - idem
- Lorenz Delcol - idem
- Niel Soetaert - idem
- Yassin Joris - idem
- Sheila Van den Broeck - idem
- Ruth Dillen  - idem

### Overig
- Dirk Vandenbulcke - mix, productie, arrangementen, mastering
- Sander Cliquet - arrangement, productie
- Barefoot Lynnfield - arrangement, productie
- Wim Cliquet - geluidstechnicus en mix